# Lonicera brevisepala
Lonicera brevisepala är en kaprifolväxtart som beskrevs av Ping Sheng Hsu och H.J. Wang. Lonicera brevisepala ingår i släktet tryar, och familjen kaprifolväxter. Inga underarter finns listade i Catalogue of Life.